# Motasingha atralba
Motasingha atralba är en fjärilsart som beskrevs av Johann Gottlieb Otto Tepper 1881. Motasingha atralba ingår i släktet Motasingha och familjen tjockhuvuden. Inga underarter finns listade i Catalogue of Life.